# Proboscidula milleri
Proboscidula milleri là một loài nhện trong họ Theridiidae.
Loài này thuộc chi Proboscidula. Proboscidula milleri được miêu tả năm 1995 bởi Knoflach.